# Petromuridae
Нокієві (Petromuridae) — родина мишоподібних ссавців з підряду їжатцевидих (Hystricomorpha).
Родина містить єдиний сучасний вид — Petromus typicus, із південно-західної Африки. Окрім сучасного, відомо також 2 викопні види роду Petromus, також відомо по одному виду з родів Apodecter і Tufamys.

## Склад родини
Petromus

- Petromus typicus
- †Petromus antiquus
- †Petromus minor

†Apodecter

- †Apodecter stromeri

†Tufamys

- †Tufamys woodi